# HD 12642
HD 12642，又名BD-04 324，SAO 129665、HR 611，是一颗恒星，视星等为5.62，位于銀經162.91，銀緯-61.23，其B1900.0坐标为赤經1h 58m 38.2s，赤緯-4° -61.23′ 57″。